# Tomasz Drabek
Tomasz Drabek (ur. 19 lipca 1973 w Bielsku-Białej) – polski aktor filmowy i teatralny.

## Życiorys
W latach 1997–2013 pracował w Teatrze Polskim w Bielsku-Białej, gdzie zrealizował ponad czterdzieści premier. Współpracował między innymi z takimi reżyserami jak Grzegorz Królikiewicz, Wiesław Komasa, Grzegorz Chrapkiewicz, Magdalena Piekorz, Piotr Ratajczak, Ewelina Marciniak. Jest współzałożycielem bielskiego stowarzyszenia Centrum Sztuki „Kontrast”. W 2012 przeniósł się na stałe do Warszawy, gdzie wraz z innymi aktorami zaczął współtworzyć kabaret „Pożar w Burdelu” autorstwa Michała Walczaka i Macieja Łubieńskiego. Od 2018 roku pracuje w Teatrze Polskim w Warszawie. Współpracuje również z Teatrem Warsawy i Och-Teatrem. W 1999 roku ukończył studia na Wydziale Filologii Polskiej Uniwersytetu Jagiellońskiego w Krakowie (Polska), natomiast w 2001 roku otrzymał dyplom aktorski Związku Artystów Scen Polskich.

## Życie prywatne
Żonaty z Anną Iberszer. Para ma syna Karola. Jest bratem polityka Przemysława Drabka.

## Filmografia (wybór)
Aktor
- 2006: Szatan z siódmej klasy jako profesor Dobrowolski
- 2006: Anhelli (spektakl telewizyjny), obsada aktorska[10]
- 2007: Ryś jako VIP (sierota)
- 2007: Święta wojna jako Marcin, odc. 261
- 2008: Hotel pod żyrafą i nosorożcem, obsada aktorska
- 2008: Żołnierze wyklęci (serial dokumentalny fabularyzowany) jako major Hieronim Dekutowski "Zapora"[11]
- 2009: Niania, obsada aktorska
- 2010: Chichot losu jako posłaniec
- 2010: Ratownicy, obsada aktorska
- 2010: Majka jako doktor Terlecki
- 2011: 1920 Bitwa warszawska, obsada aktorska
- 2011: Prosto w serce jako recepcjonista
- 2013: Boscy w sieci jako widz na spektaklu
- 2013: Ranczo jako mecenas Gabrielski reprezentujący biskupa
- 2013: Rodzinka.pl jako Jerzy Dziębałło, ojciec Antka
- 2014: Baron24 jako redaktor Opałko
- 2014: Czas honoru Seria VII – Powstanie jako Szóstak
- 2014: O mnie się nie martw jako randkowicz
- 2014: Przyjaciółki jako adwokat Anny
- 2014: Piąty Stadion jako prezes
- 2015: Aż po sufit! jako Leszek, kolega Domirskich z pracy
- 2015: Nie rób scen jako Roman Żyłka
- 2015: Prawo Agaty jako ławnik
- 2015: Wkręceni 2 jako stylista
- 2015: Zakład Doświadczalny Solidarność jako Pan Mirek[12]
- 2015: Zziajani jako ochroniarz[13]
- 2016: Legendy polskie – Twardowsky 2.0 jako Boruta
- 2016: Legendy polskie – Jaga jako Boruta
- 2017: Ucho Prezesa jako Manfred, ochroniarz Angeli oraz Goebbels (we śnie prezesa)
- 2017: Diagnoza jako doktor Tomasz Wolski, ginekolog, brat Michała
- 2020: Komisarz Alex jako Tobiasz Lieberman
- 2021: The Office PL jako członek zarządu
- 2021: Minuta Ciszy jako prokurator Ireneusz Sawicki
- 2023: Święto ognia jako lekarz

Inne
- 2009: Tak nam się usiadło film fabularny krótkometrażowy, scenariusz, reżyseria[14]

## Polski dubbing
Filmy
- 2004: Kiddo - superciężarówka
- 2012: Avengers (film 2012)
- 2013: Jack, pogromca olbrzymów

Seriale
- 2011: Austin i Ally – Clavis
- 2012: Lato w mieście – Micha
- 2014: Clarence Nathan, Mel, tata Suma
- 2014: Po drugiej stronie muru – jeden z mieszkańców Mogiłkowa, Fred, mistrz

Gry
- 1998: Jack Orlando: A Cinematic Adventure
- 2003: Runaway: A Road Adventure
- 2005: Earth 2160
- 2006: Neuro Hunter